# Per Benander
Per Benander, född 9 maj 1884 i Benestads församling i Kristianstads län, död 21 augusti 1976 i Höör, var en svensk entomolog.
Benander var folkskollärare i Höör. Som entomolog var han särskilt uppmärksammad för sin forskning kring säckmalar och styltmalar.
Auktorsnamnet Benander kan användas för Per Benander i samband med ett vetenskapligt namn inom zoologin; se Wikipedia-artiklar som länkar till auktorsnamnet.